# Taszkirmień
Taszkirmień (ros. Ташкирмень) – wieś (sieło) w Rosji, w Tatarstanie, w rejonie łaiszewskim. W 2010 liczyła 499 mieszkańców.